# ヒーローコーラス
ヒーローコーラス（HERO CHORUS）は、日本のアニメ、特撮など映像音楽を中心に演奏する合唱団。

## 概要
2014年に声楽家の根岸一郎の呼びかけによってプロ声楽家を中心に集められた伊福部昭百年紀記念合唱団をきっかけに結成。
主要メンバーは中野広（コーラス長）、根岸一郎、三好駿、植田真史、篠嵜利雄、菅沼安佐代、岡﨑理恵、おのまり、富塚研二、米岡敏郎、上田純也、見習い団員として、大崎健志、田野倉健之がいる。
ヒーローコーラスと名乗らずに、○○記念合唱団、として演奏することもある。
アニメ、特撮などの映像音楽コンサートに出演することが多い。
小松左京音楽祭では、小松左京の作詞作曲による合唱曲を世界初演した。
近年は、横川寛人監督の映画に出演するなど、活動の幅を広げている。
これまでに指揮を担当したのは冬木透、渡辺俊幸、渡辺宙明、松井慶太、齊藤一郎、髙橋奨、藤岡幸夫、鈴木智士、今堀拓也ら。
発売CDは、タワーレコードやamazonなど、チャート1位を獲得することも多い。
メディア紹介は、BSテレ東「エンター・ザ・ミュージック」、DOMMUNE、ニコニコ動画、ヤフー・ニュース、新聞各紙、雑誌、webマガジン「SPICE」など多方面にわたる。

## 沿革
- 2014年 - 結成。伊福部昭百年紀11月公演で演奏。
- 2017年 - 佐藤勝音楽祭、渡辺岳夫音楽祭で演奏。
- 2018年 - 冨田勲 映像音楽の世界、宮内國郎特集（チャージマン研！ライブシネマコンサート）で演奏。
- 2019年 - 小松左京音楽祭、冬木透の世界、3人の会2019、ヒーローオーケストラ、伊福部昭百年紀Vol.7で演奏。
- 2020年 - 映画「ネズラ1964」（監督：横川寛人／音楽：今堀拓也）にて今堀拓也作曲によるＢＧＭと、渡辺宙明の作曲による「ネズラのテーマ」の演奏を担当した。
- 2021年 - 12月24日「怪猫狂騒曲映画祭」で映画音楽の演奏を担当。
- 2022年 - 2月18日、横川寛人監督の映画「怪猫狂騒曲」で渡辺宙明の音楽を演奏。「化け猫ブギ」を歌唱してスクリーンにも登場、サウンドトラックCDも作られた。また「化け猫ブギ」の別バージョンである「ヤマシロンブギ」も特装版CD－Ｒが作られた。
- 2023年 渡辺宙明メモリアルコンサートに出演して、「忍者部隊月光」を歌う。
- 2024年 菊池俊輔音楽祭に出演する。

## 発売中のCD
| タイトル                                     | 指揮               | コンサートマスター           |
| -------------------------------------------- | ------------------ | ---------------------------- |
| 伊福部昭百年紀 Vol.3                         | 齊藤一郎           | 工藤春彦                     |
| 伊福部昭 百年紀ベスト                        | 齊藤一郎           | 長原幸太、佐藤久成、工藤春彦 |
| 渡辺宙明卆寿記念コンサート Vol.3             | 松井慶太、渡辺宙明 | 三宅政弘                     |
| チャージマン研！ライブシネマコンサートvol.1  | 髙橋奨             | 迫田圭                       |
| チャージマン研！ライブシネマコンサートVol.２ | 髙橋奨             | 迫田圭                       |
| 佐藤勝音楽祭                                 | 松井慶太           | 三宅政弘                     |
| 小松左京音楽祭                               | 松井慶太           | 三宅政弘                     |
| 冨田勲 映像音楽の世界                        | 藤岡幸夫           | 三瀬俊吾                     |